# Sparring

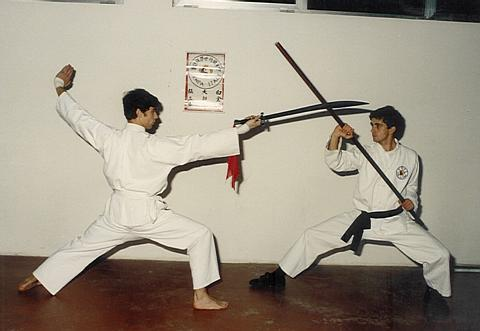
Prática de sparring utilizando um dao chinês (espada) e um gun (bastão), com uma vestimenta japonesa não tradicional designada de GI, na disciplina de Wu Shu.

Sparring é um termo inglês utilizado no ocidente que se refere a uma forma de treino comum a vários desportos de combate. Apesar do diversificado tipo de sparring que cada tipo de arte marcial emprega, a sua constância em treinos de combate é frequente. Geralmente, o sparring consiste num forma livre de combate, com o mínimo de regras ou arranjos informais, evitando o número de lesões. Este tipo de sparring é considerado como o método mais eficaz de aplicar as técnicas aprendidas anteriormente em teoria. O parceiro de treino é contratado durante o exercício, não como adversário para simular uma luta, mas como meio pelo qual a sua técnica será aperfeiçoada. É apenas como uma função e não como um oponente.
Em linguagem comum, o sparring é utilizado por definição no boxe, enquanto treino preparatório, com vista ao aperfeiçoamento técnico-formal. Outras artes marciais orientais fazem uso de termos com semelhante desígnio. Por exemplo, nas artes marciais chinesas, é utilizado o termo Duilan. No judo, é empregue o termo randori e no karaté a palavra kumite (組手) (mesmo que estes termos estejam associados a uma forma de comparação de atletas e não apenas para treino e competição). No Jiu-jítsu brasileiro, o sparring é chamado por "rola", ao invés de randori de suas origens do Judo, devido às influências brasileiras na arte.